# ニーブール (小惑星)
ニーブール (3284 Niebuhr) は、小惑星帯にある離心率が大きな軌道を持つ小惑星。ジェイコブス・ブルワーが南アフリカのヨハネスブルグで発見した。
ルッツ・D・シュマーデルのDictionary of Minor Planet Namesによれば、ドイツの探検家、カールステン・ニーブール (Carsten Niebuhr) から命名された。英語版Wikipediaではドイツ系アメリカ人のプロテスタント神学者、ラインホルド・ニーバーから命名されたとしている。